# Bradea
Bradea es un género con cinco especies de plantas con flores perteneciente a la familia Rubiaceae. 

## Especies seleccionadas
- Bradea anomala
- Bradea bicornuta
- Bradea brasiliensis
- Bradea kuhlmanni
- Bradea montana